# Obersoultzbach
Ne doit pas être confondu avec Niedersoultzbach.
Obersoultzbach est une commune française située dans la circonscription administrative du Bas-Rhin et, depuis le 1er janvier 2021, dans le territoire de la Collectivité européenne d'Alsace, en région Grand Est.
Cette commune se trouve dans la région historique et culturelle d'Alsace.

## Géographie

### Localisation
Obersoultzbach est une commune qui se situe au pied des Vosges dans le Bas-Rhin (Alsace), plus précisément entre les deux villes d'Ingwiller et de Bouxwiller.

### Communes limitrophes
|               | Weinbourg      | Ingwiller        |
| Weiterswiller | Obersoultzbach | Niedersoultzbach |
|               | Bouxwiller     |                  |

### Géologie et relief

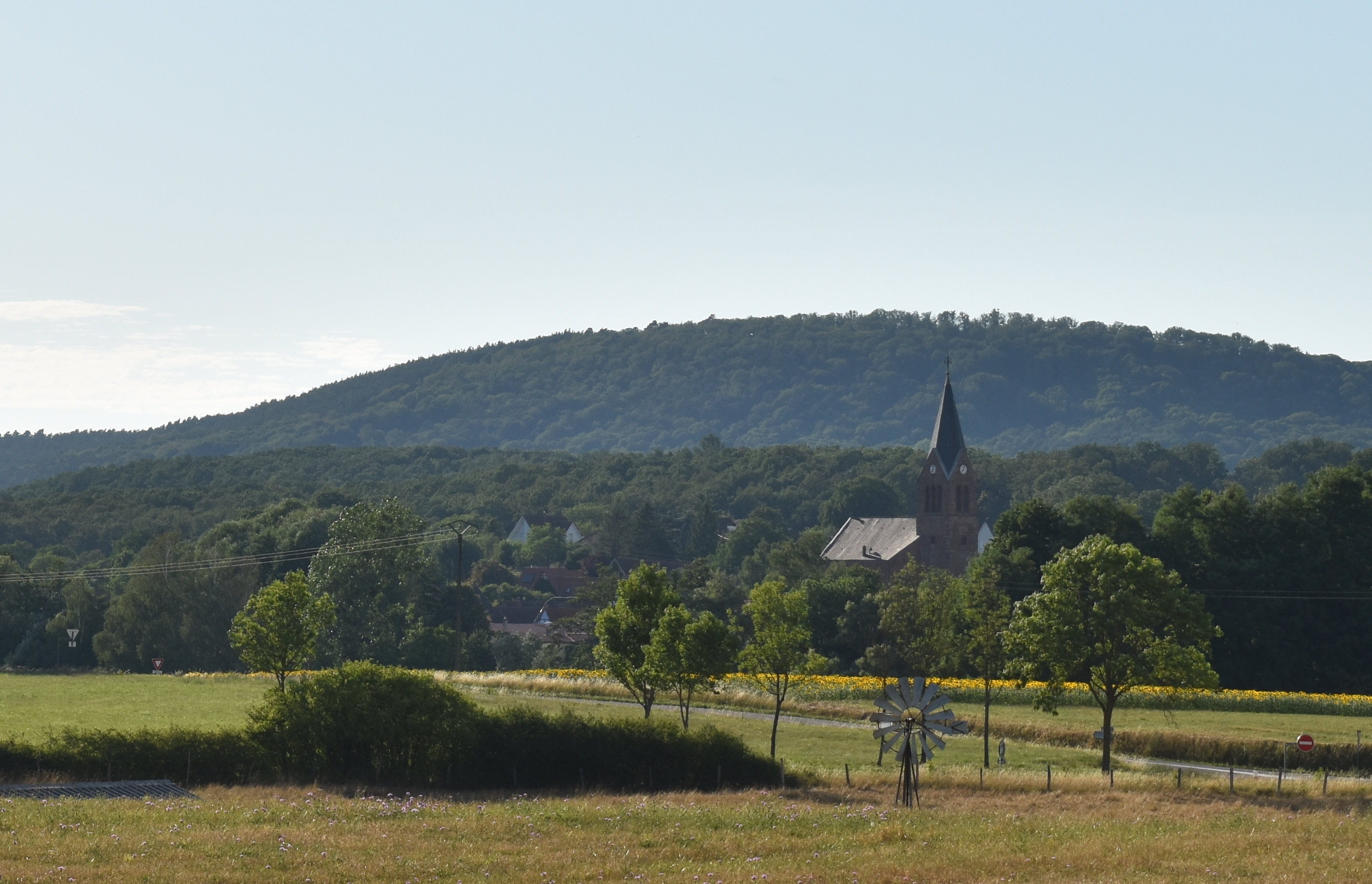
L'église d'Obersoulzbach dans le paysage.

L'aménagement de la forêt communale, sur une surface de 297 ha a été programmée du 1er janvier 2014 au 31 décembre 2033.

### Sismicité
Commune située dans une zone 3 de sismicité modérée.

### Hydrographie
Hydrogéologie et climatologie
Système d’information pour la gestion des eaux souterraines du bassin Rhin-Meuse]
Territoire communal : Occupation du sol (Corinne Land Cover); Cours d'eau (BD Carthage),
Géologie : Carte géologique; Coupes géologiques et techniques,
Hydrogéologie : Masses d'eau souterraine; BD Lisa; Cartes piézométriques.

#### Réseau hydrographique
La commune est dans le bassin versant du Rhin au sein du bassin Rhin-Meuse. Elle est drainée par le ruisseau le Griesbaechel et le ruisseau le Soultzbach,.

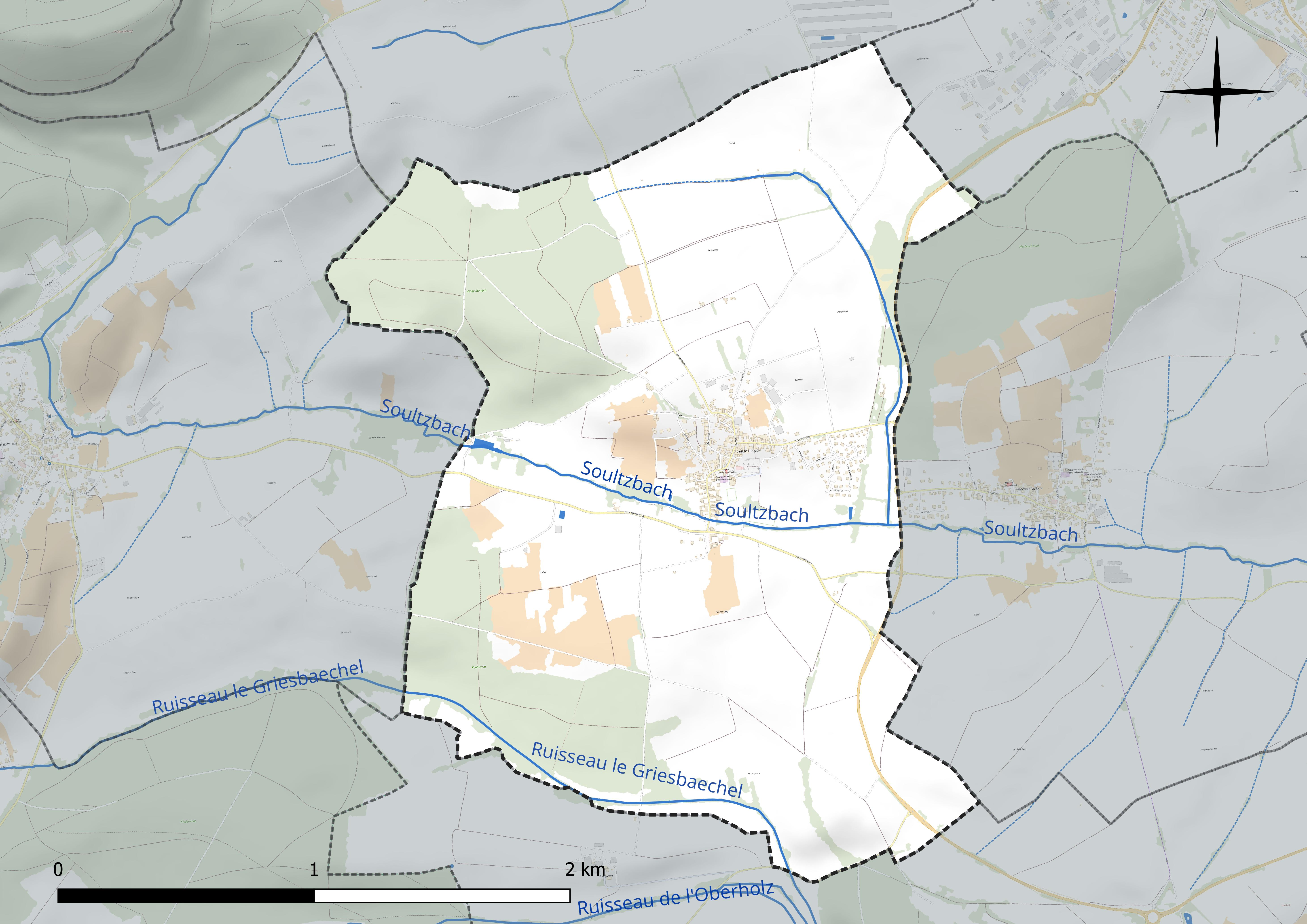
Réseau hydrographique d'Obersoultzbach.

#### Gestion et qualité des eaux
Le territoire communal est couvert par le schéma d'aménagement et de gestion des eaux (SAGE) « Moder ». Ce document de planification concerne le bassin versant de la Moder dont le territoire s'étend sur 1 720 km2. Le périmètre a été arrêté le 25 janvier 2006. La commission locale de l'eau a été créée le 12 juillet 2007, puis modifiée le 14 décembre 2021. La structure porteuse de l'élaboration et de la mise en œuvre est le Syndicat des eaux et de l’assainissement Alsace-Moselle (SDEA). 
La qualité des cours d’eau peut être consultée sur un site dédié géré par les agences de l’eau et l’Agence française pour la biodiversité.

### Climat
Pour des articles plus généraux, voir Climat du Grand Est et Climat du Bas-Rhin.
En 2010, le climat de la commune est de type climat des marges montargnardes, selon une étude du Centre national de la recherche scientifique s'appuyant sur une série de données couvrant la période 1971-2000. En 2020, Météo-France publie une typologie des climats de la France métropolitaine dans laquelle la commune est exposée à un climat semi-continental et est dans la région climatique  Vosges, caractérisée par une pluviométrie très élevée (1 500 à 2 000 mm/an) en toutes saisons et un hiver rude (moins de 1 °C). 
Pour la période 1971-2000, la température annuelle moyenne est de 10,3 °C, avec une amplitude thermique annuelle de 17,6 °C. Le cumul annuel moyen de précipitations est de 860 mm, avec 11,1 jours de précipitations en janvier et 10,1 jours en juillet. Pour la période 1991-2020, la température moyenne annuelle observée sur la station météorologique de Météo-France la plus proche, « Uhrwiller_sapc », sur la commune de Uhrwiller à 10 km à vol d'oiseau, est de 10,9 °C et le cumul annuel moyen de précipitations est de 740,0 mm. 
La température maximale relevée sur cette station est de 38,7 °C, atteinte le 7 août 2015 ; la température minimale est de −18 °C, atteinte le 20 décembre 2009,,. 
Les paramètres climatiques de la commune ont été estimés pour le milieu du siècle (2041-2070) selon différents scénarios d'émission de gaz à effet de serre à partir des nouvelles projections climatiques de référence DRIAS-2020. Ils sont consultables sur un site dédié publié par Météo-France en novembre 2022.

## Urbanisme

### Typologie
Au 1er janvier 2024, Obersoultzbach est catégorisée commune rurale à habitat dispersé, selon la nouvelle grille communale de densité à sept niveaux définie par l'Insee en 2022.
Elle est située hors unité urbaine et hors attraction des villes,.

### Occupation des sols
L'occupation des sols de la commune, telle qu'elle ressort de la base de données européenne d’occupation biophysique des sols Corine Land Cover (CLC), est marquée par l'importance des territoires agricoles (69,9 % en 2018), une proportion sensiblement équivalente à celle de 1990 (70,1 %). La répartition détaillée en 2018 est la suivante : terres arables (60,6 %), forêts (23,9 %), cultures permanentes (6,3 %), zones urbanisées (6,2 %), zones agricoles hétérogènes (2,7 %), prairies (0,3 %). L'évolution de l’occupation des sols de la commune et de ses infrastructures peut être observée sur les différentes représentations cartographiques du territoire : la carte de Cassini (XVIIIe siècle), la carte d'état-major (1820-1866) et les cartes ou photos aériennes de l'IGN pour la période actuelle (1950 à aujourd'hui).

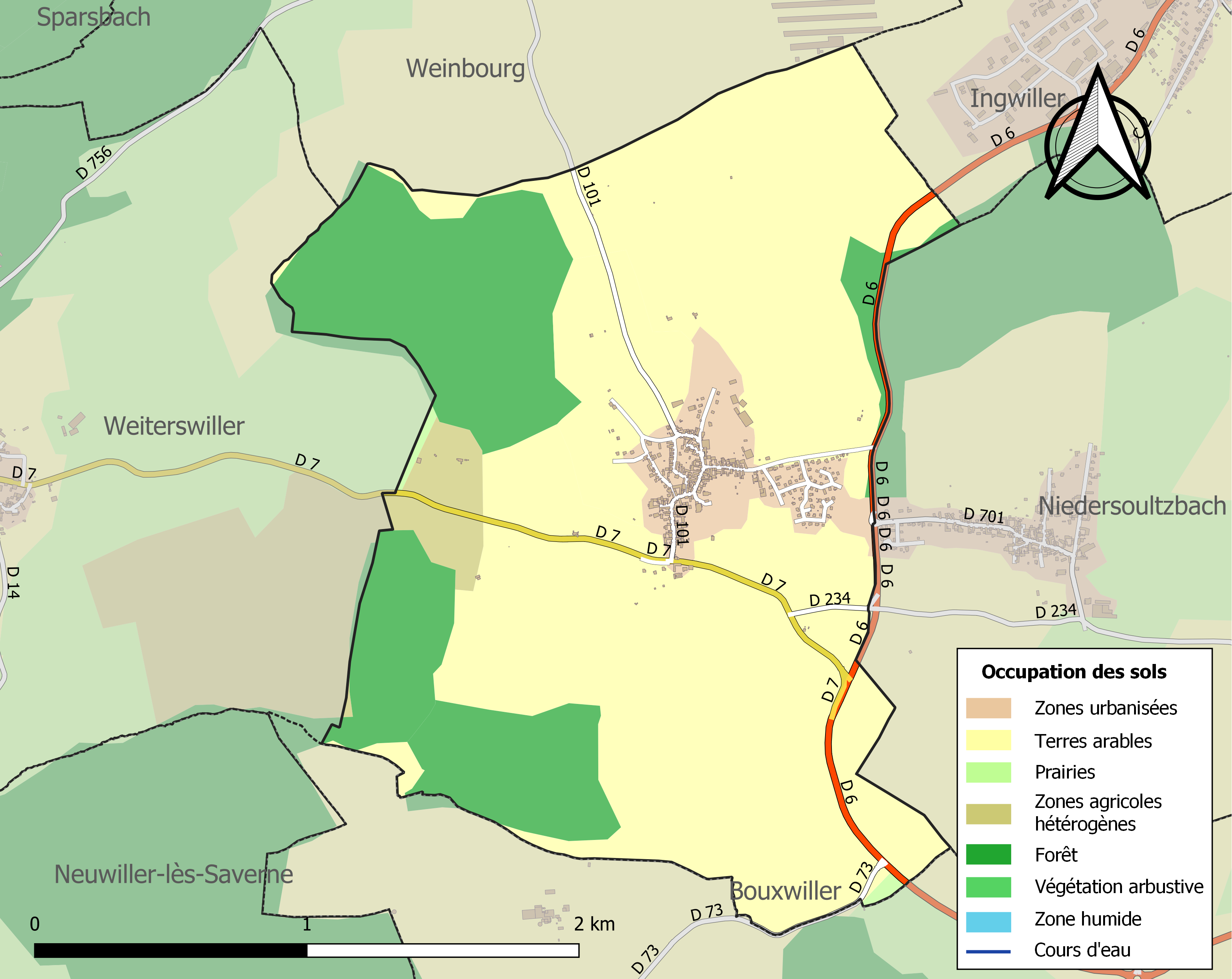
Carte des infrastructures et de l'occupation des sols de la commune en 2018 (CLC).

## Histoire
Le lieu est mentionné pour la première fois en 1213 sous la dénomination Solzbach, dans une lettre du duc de Lorraine qui confirme la cession des terres du ban d'Obersoultzbach à l'abbaye de Stürzelbronn.
En 1335, le village revient à la famille de Lichtenberg en tant que fief de l'évêché de Metz. En 1480, le fief passe au comté de Bitche pour revenir en 1570 au comté de Hanau-Lichtenberg. En 1611, une partie des terres du village servent à la constitution d'une réserve de chasse seigneuriale : le Tiergarten. La guerre de Trente Ans sera particulièrement difficile pour le village qui subit de lourdes pertes.
À partir du milieu du XIVe siècle, la prospérité agricole entraîne la multiplication des exploitations de taille moyenne et économiquement autonomes.

## Politique et administration
| Période                                  | Période                   | Identité                                       | Étiquette | Qualité |
| ---------------------------------------- | ------------------------- | ---------------------------------------------- | --------- | ------- |
| Les données manquantes sont à compléter. |                           |                                                |           |         |
| mars 1965                                | mars 2001                 | André Richert                                  |           |         |
| mars 2001                                | En cours (au 31 mai 2020) | Richard Muller, Réélu pour le mandat 2020-2026 |           |         |

### Budget et fiscalité 2022

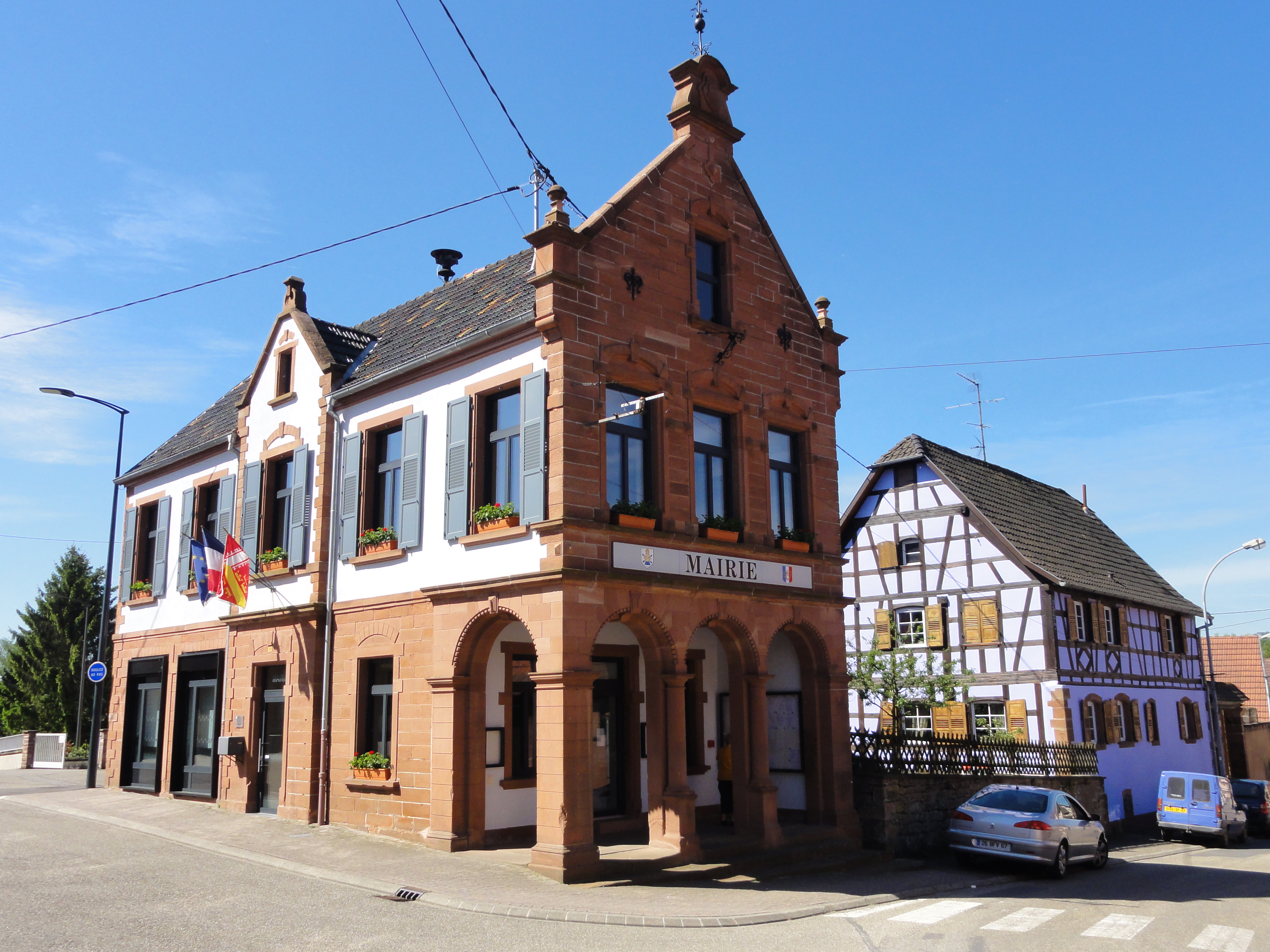
La mairie.

En 2022, le budget de la commune était constitué ainsi :
- total des produits de fonctionnement : 252 000 €, soit 605 € par habitant ;
- total des charges de fonctionnement : 208 000 €, soit 499 € par habitant ;
- total des ressources d'investissement : 18 000 €, soit 43 € par habitant ;
- total des emplois d'investissement : 9 000 €, soit 21 € par habitant ;
- endettement : 0 €, soit 1 € par habitant.

Avec les taux de fiscalité suivants :
- taxe d'habitation : 9,88 % ;
- taxe foncière sur les propriétés bâties : 25,95 % ;
- taxe foncière sur les propriétés non bâties : 56,84 % ;
- taxe additionnelle à la taxe foncière sur les propriétés non bâties : 0,00 % ;
- cotisation foncière des entreprises : 0,00 %.

Chiffres clés Revenus et pauvreté des ménages en 2020 : médiane en 2020 du revenu disponible, par unité de consommation : 25 510 €.

## Population et société

### Démographie
L'évolution du nombre d'habitants est connue à travers les recensements de la population effectués dans la commune depuis 1793. Pour les communes de moins de 10 000 habitants, une enquête de recensement portant sur toute la population est réalisée tous les cinq ans, les populations de référence des années intermédiaires étant quant à elles estimées par interpolation ou extrapolation. Pour la commune, le premier recensement exhaustif entrant dans le cadre du nouveau dispositif a été réalisé en 2005.

En 2022, la commune comptait 389 habitants, en évolution de −10,16 % par rapport à 2016 (Bas-Rhin : +3,17 %, France hors Mayotte : +2,11 %).
| 1793 | 1800 | 1806 | 1821 | 1831 | 1836 | 1841 | 1846 | 1851 |
| ---- | ---- | ---- | ---- | ---- | ---- | ---- | ---- | ---- |
| 317  | 335  | 354  | 419  | 414  | 415  | 420  | 430  | 444  |

| 1856 | 1861 | 1866 | 1871 | 1875 | 1880 | 1885 | 1890 | 1895 |
| ---- | ---- | ---- | ---- | ---- | ---- | ---- | ---- | ---- |
| 456  | 446  | 457  | 450  | 425  | 437  | 453  | 447  | 451  |

| 1900 | 1905 | 1910 | 1921 | 1926 | 1931 | 1936 | 1946 | 1954 |
| ---- | ---- | ---- | ---- | ---- | ---- | ---- | ---- | ---- |
| 431  | 439  | 441  | 447  | 427  | 434  | 386  | 395  | 372  |

| 1962 | 1968 | 1975 | 1982 | 1990 | 1999 | 2005 | 2006 | 2010 |
| ---- | ---- | ---- | ---- | ---- | ---- | ---- | ---- | ---- |
| 362  | 348  | 359  | 355  | 378  | 398  | 389  | 383  | 426  |

| 2015 | 2020 | 2022 | - | - | - | - | - | - |
| ---- | ---- | ---- | - | - | - | - | - | - |
| 433  | 397  | 389  | - | - | - | - | - | - |

### Enseignement
Établissements d'enseignements :
- Écoles maternelles et primaires à Niedersoultzbach, Weiterswiller, Uttwiller, Ingwiller, Menchhoffen.
- Collèges à Ingwiller, Bouxwiller, Dettwiller, Val-de-Moder.
- Lycées à Bouxwiller, Saverne.

### Santé
Professionnels et établissements de santé :
- Médecins à Ingwiller, Dossenheim-sur-Zinsel, Wimmenau, Steinbourg, Wingen-sur-Moder.
- Pharmacies à Ingwiller, Neuwiller-lès-Saverne, Steinbourg, Wingen-sur-Moder, La Petite-Pierre.
- Hôpitaux à Ingwiller, Saverne, Phalsbourg, Niederbronn-les-Bains.

### Cultes
- Culte protestant, Les Paroisses des Cinq Clochers[28].
- Culte catholique, Communauté de Paroisses Catholiques du Bastberg et du Pays de La Petite Pierre. Zone pastorale de Saverne[29], Diocèse de Strasbourg.

## Économie

### Entreprises et commerces

#### Agriculture
- Culture de céréales, de légumineuses et de graines oléagineuses.
- Élevage d'ovins et de caprins.
- Élevage d'autres bovins et de buffles.

#### Tourisme
Hébergements et restauration à Ingwilldr, Weiterswiller, Menchhoffen, Bouxwiller.

#### Commerces
- Commerces et services de proximité.

## Culture locale et patrimoine

### Lieux et monuments
- L'église protestante

L'église protestante du village a été bâtie en plusieurs étapes. La partie la plus ancienne située dans le chœur-clocher date du XIVe siècle. Alors que la nef actuelle a été achevée en 1858. Le clocher, percé ultérieurement de fenêtres gothiques, s'étale sur trois niveaux.
La nef abrite trois tableaux datant du XIXe siècle peints par le peintre Jordan. Le panneau central, le plus important, représente le Sermon sur la montagne mis en scène dans la campagne alsacienne, avec les habitants d'Obersoultzbach en costume d'époque et le village en arrière-plan.
Le mobilier, les vitraux de l'église ainsi que les magnifiques peintures murales ont été restaurés.
Cloche fondue en 1839 par Jean Louis Edel de Strasbourg (déposée).
Orgue d'origine de 1825.
- Colonne indicative du Premier Empire

À l'extérieur du village, à l’intersection de la D 6 vers Ingwiller et de la D 7 vers La Petite-Pierre, se trouve une colonne indicatrice en grès des Vosges datant du XVIIIe siècle. Cette colonne provenant du château des Rohan de Saverne indique les directions et les distances des routes de La Petite Pierre à Brumath et de Bitche à Wasselonne. On trouve des colonnes semblables à Marlenheim, à Saverne, à Steinbourg, à Eckartswiller et à Wolschheim, de nombreuses autres ayant disparu.
- Maisons d'habitations[36]

La maison la plus ancienne du village no 6 date du XVIIe siècle et se situe 11 rue Principale. Elle possède un rez-de-chaussée de pierre avec des encadrements de portes et de fenêtres moulurés. Elle aurait appartenu à la famille noble de Loeben, issue d'un officier suédois passé sous commandement français pendant la guerre de Trente Ans. Des sépultures dans le chœur de l'église nous le rappellent.
- Fermes[38],[39],[40],[41],[42],[43],[44],[45],[46],[47],[48],[49],[50],[51],[52],[53],[54],[55],[56],[57],[58],[59],[60].

- Monument aux morts[61] :Conflits commémorés : Guerres 1914-1918 - 1939-1945.
- Dalle funéraire de Christian René de Loeben[62].

Il ne subsiste plus que quelques tombes attestant de l'ancien cimetière, comme la tombe d'une jeune fille du village, Christine Roth décédée en 1859. La stèle est gravée de motifs de l'art populaire comme des fleurs, une main tenant un bouquet ou un saule pleureur.
- Monument funéraire de Georges Riehl[66].
- Monument funéraire de Catherine Baltzer[67].
- Monument funéraire de Madeleine Gross[68].

### Galerie

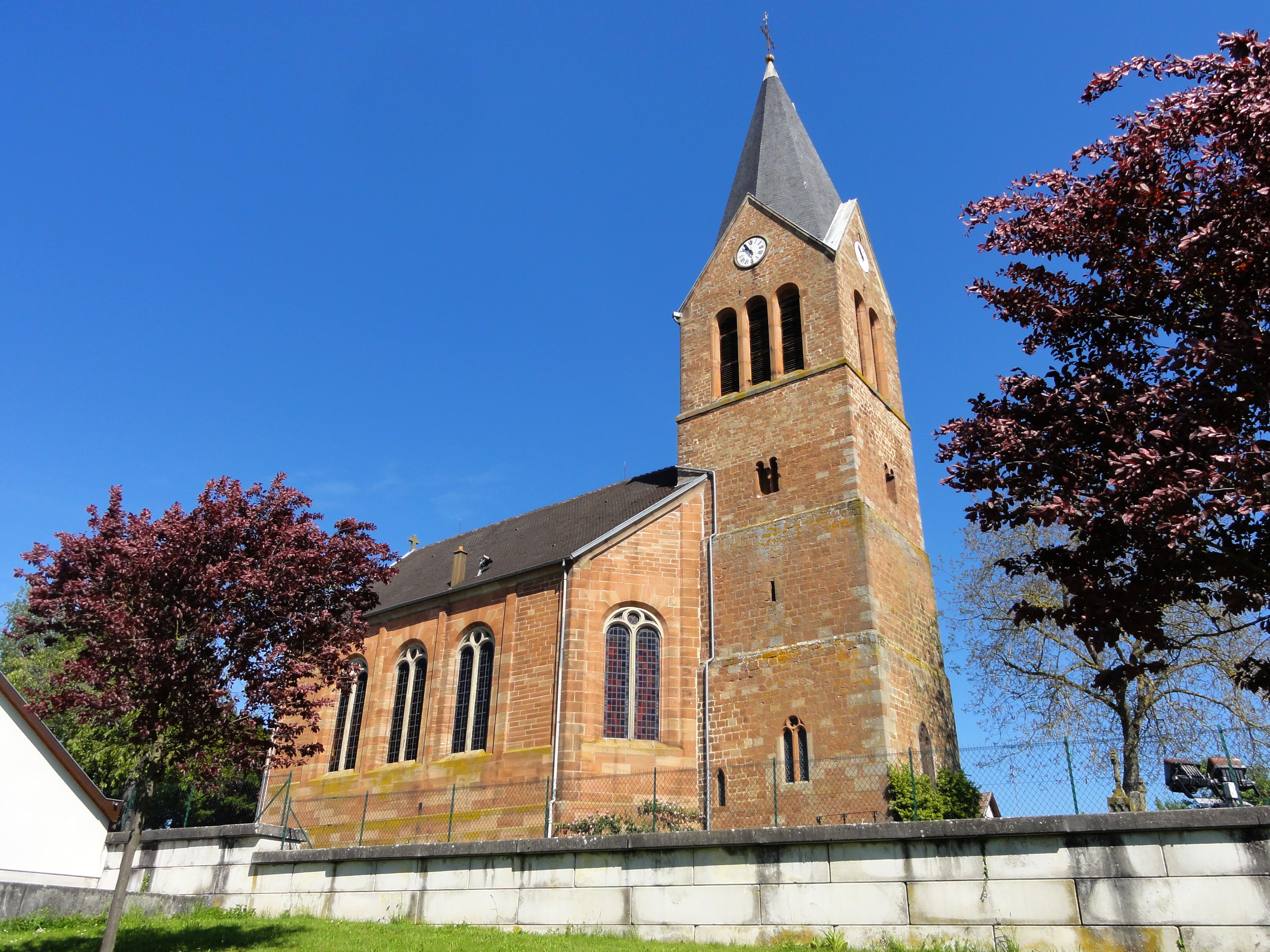
L'église protestante (XIIe et XIXe siècles).
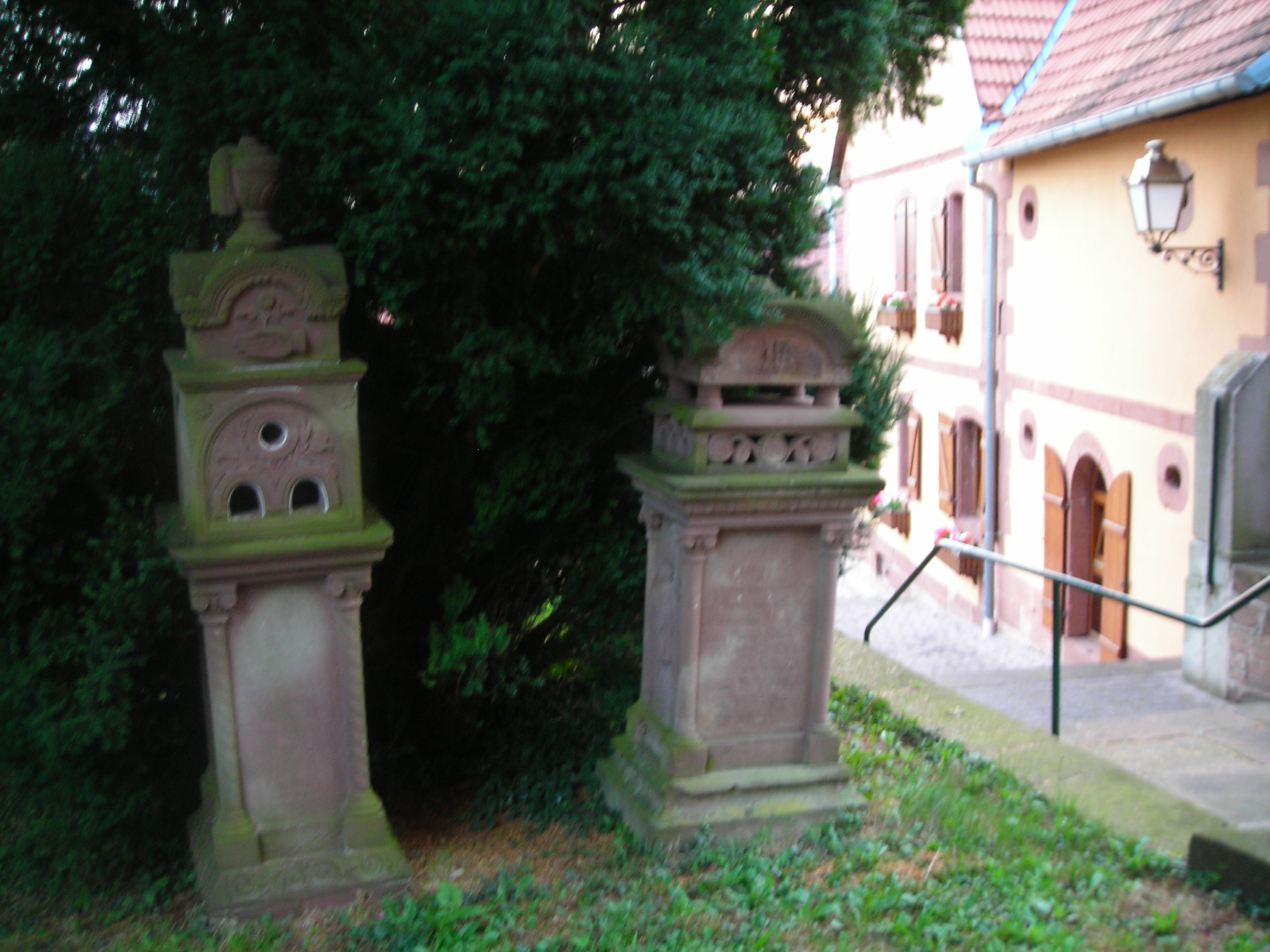
L'ancien cimetière devant l'église protestante.
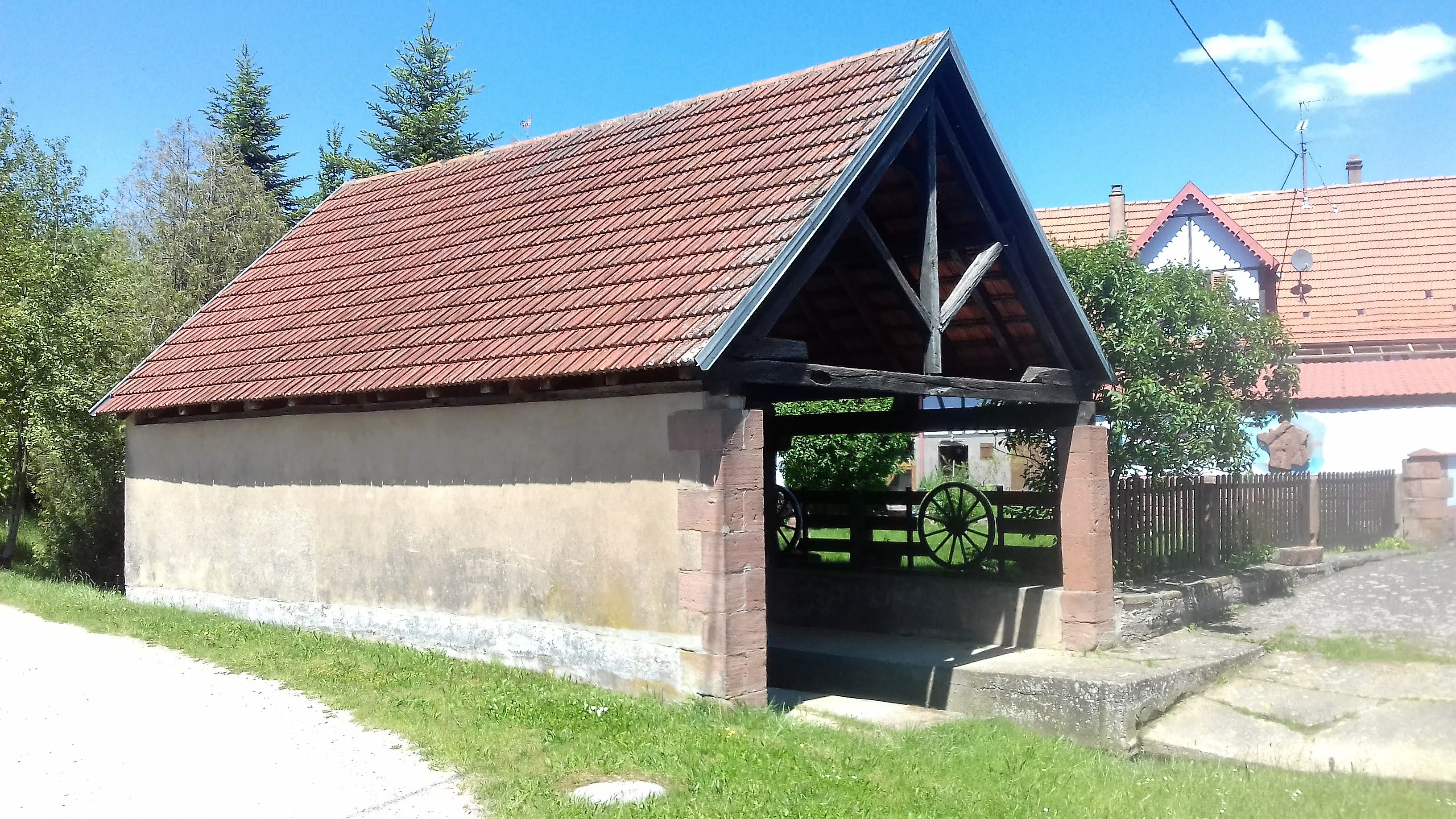
Le lavoir.
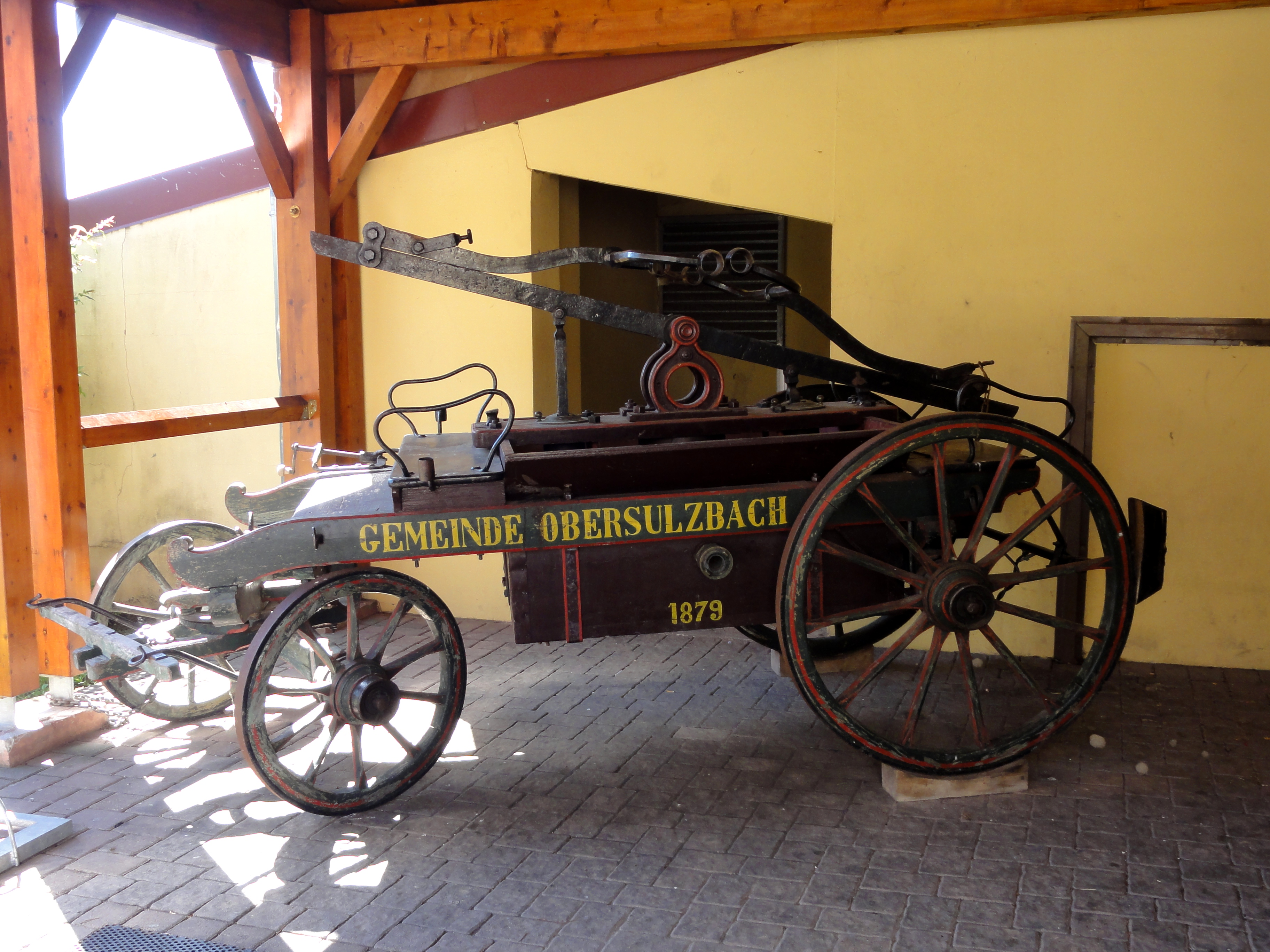
une pompe à incendie (1879).
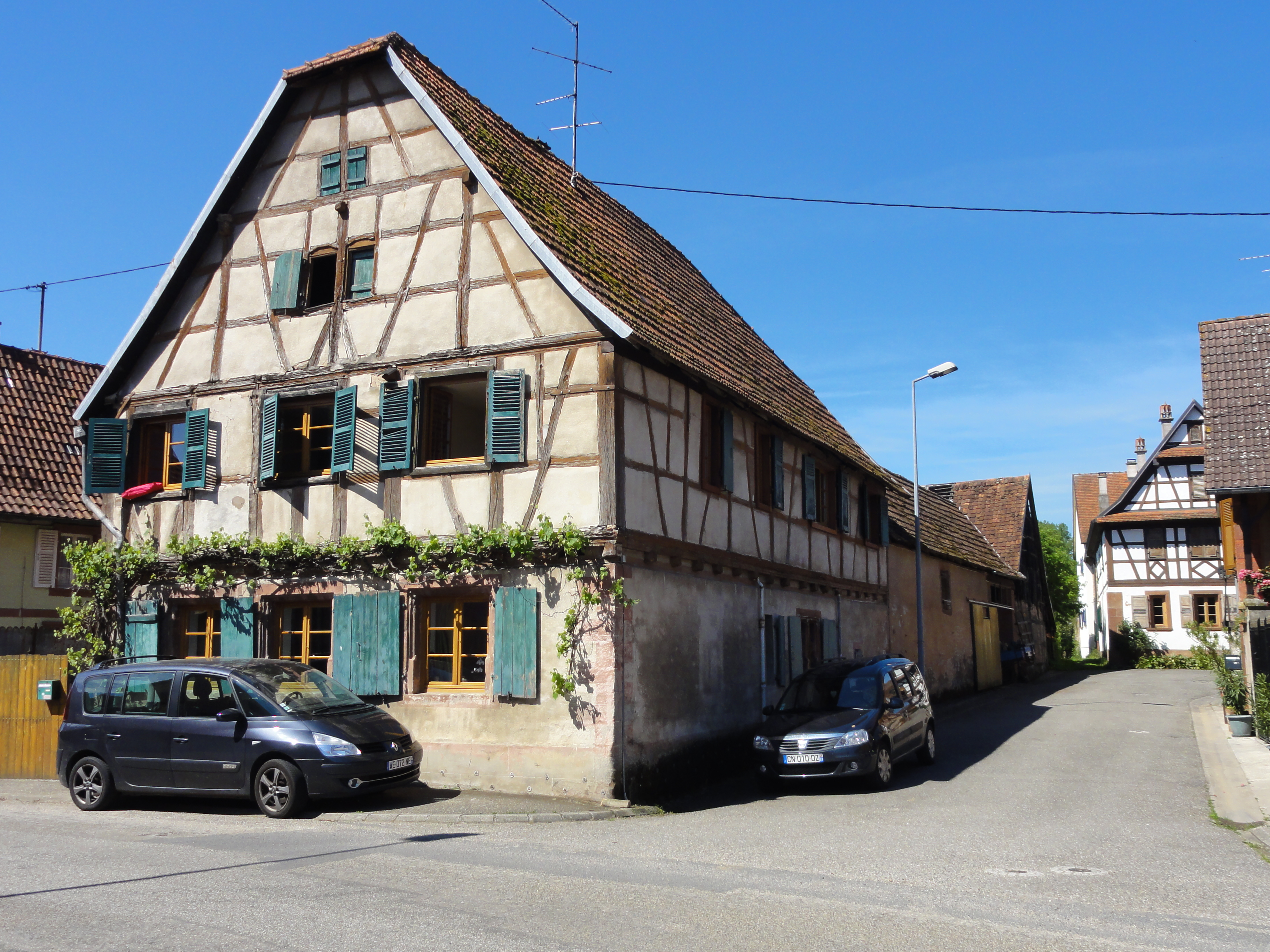
Ferme (XVIIe siècle), 11 rue Principale
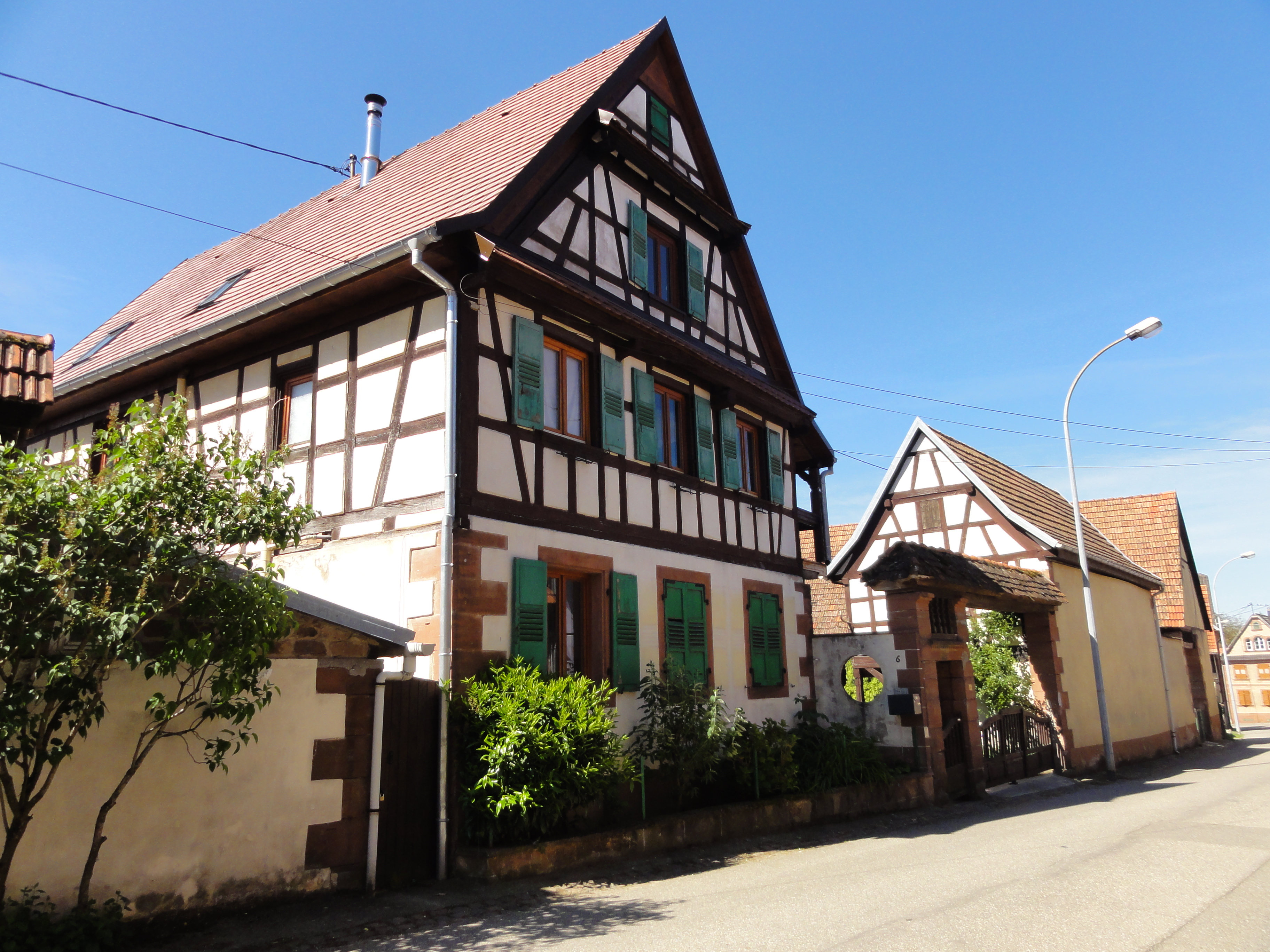
Ferme (XIXe siècle), 6 rue des Seigneurs.
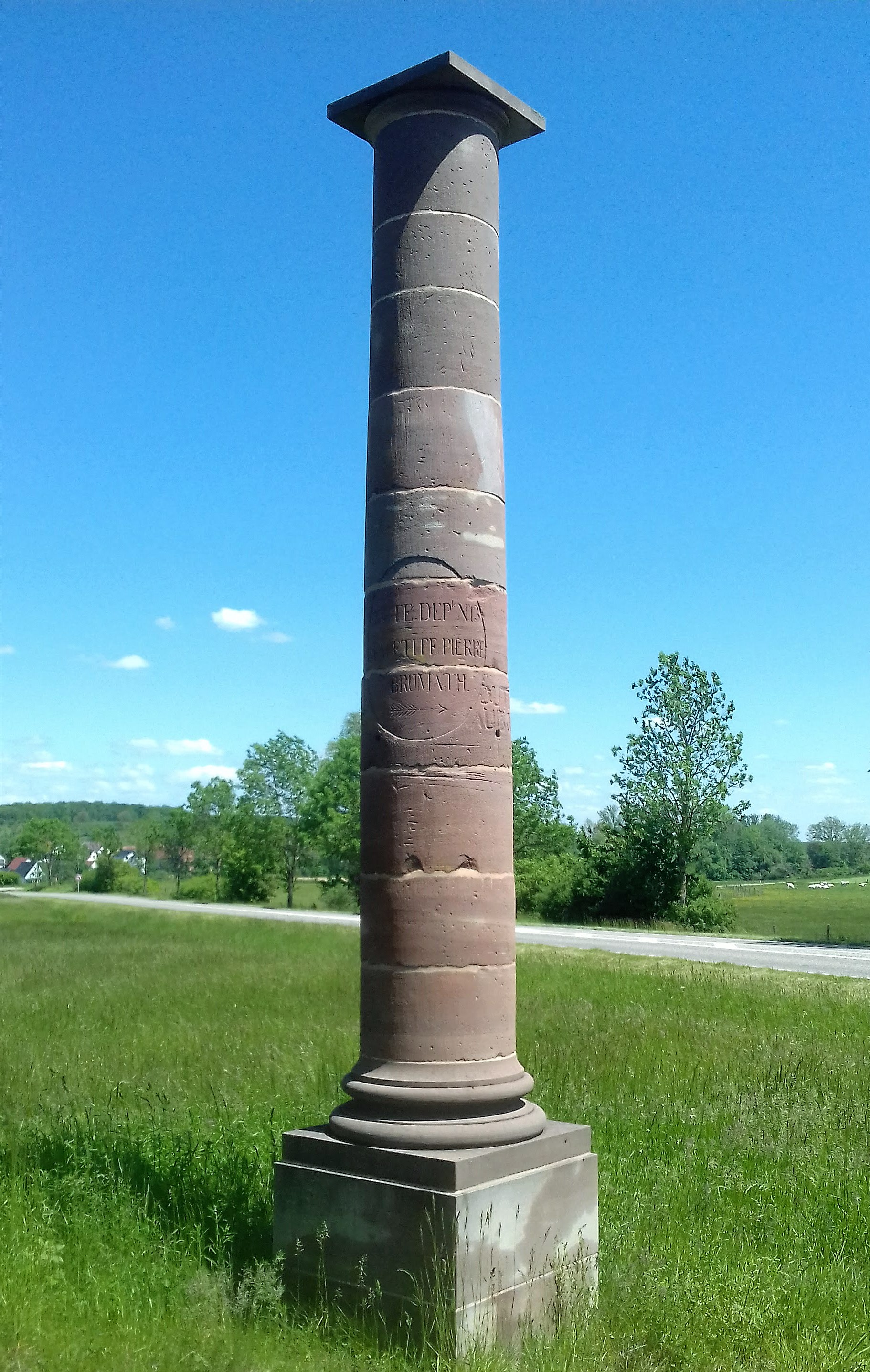
Colonne directrice.
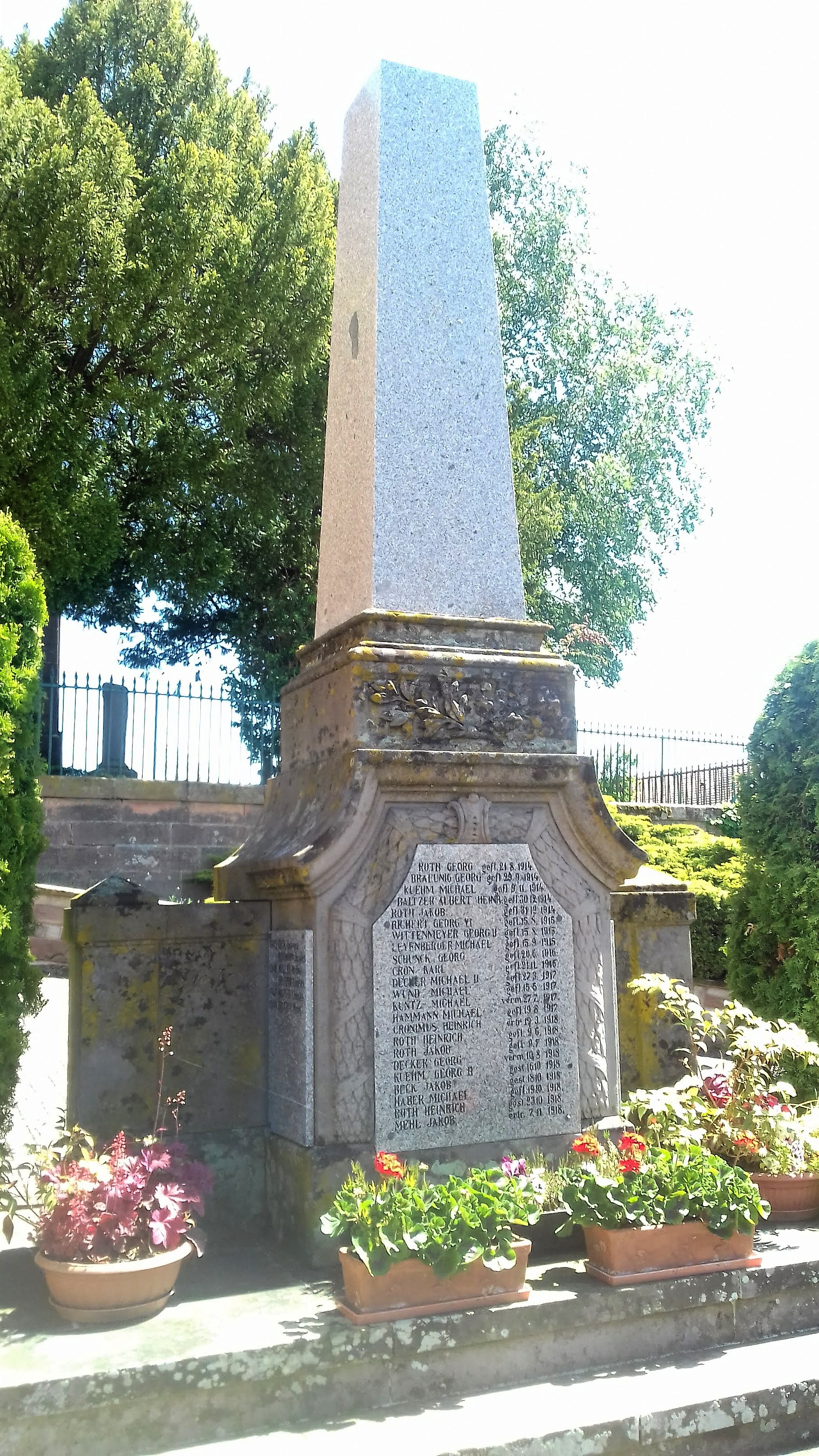
Le monument aux morts.

### Personnalités liées à la commune
- Jean Baptiste Collin, Chevalier de la Légion d'honneur[69].

### Héraldique
| Blason de Obersoultzbach | Blason  | D'argent à un buste de saint Sébastien de carnation, mains liées dans le dos, chevelé et nimbé d'or, posé sur une stèle d'azur et percé de quatre flèches appointées en sautoir du même.                                                            |
| Blason de Obersoultzbach | Détails | Le blason d'Obersoultzbach est attribué à la commune après la Seconde Guerre mondiale. Il représente saint Sébastien, patron de la paroisse avant la Réforme introduite au village au XVIe siècle. Le statut officiel du blason reste à déterminer. |